# Halle Clémenceau
La halle Clémenceau est une salle de sport située boulevard Clémenceau à Grenoble, au cœur du parc Paul-Mistral, à proximité du Palais des sports et du Stade des Alpes.

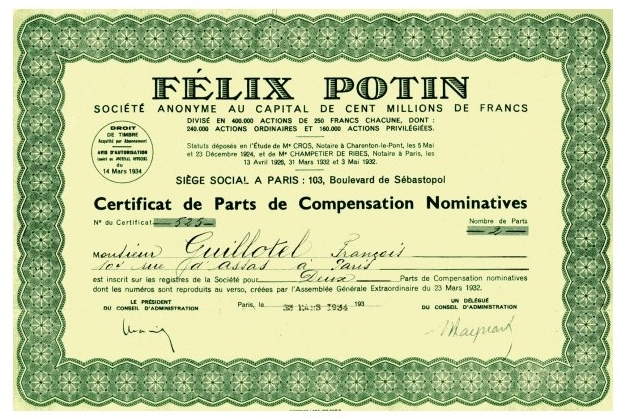
La Patinoire est financée par Philippe Potin, l'héritier de l'enseigne Félix Potin ex-patron de l'AC Boulogne-Billancourt.

Inaugurée le 23 septembre 1963, elle a été la première patinoire de Grenoble, utilisée notamment lors des Jeux Olympiques d'hiver de 1968 comme patinoire d'entraînement (superficie de 4 630 m2).
À la suite de l'ouverture de la nouvelle patinoire Polesud, elle a été reconvertie en salle omnisports en 2001. Depuis, la halle sert ainsi à diverses activités sportives comme le volley-ball, l'escrime (avec le GUC-escrime, organisateur du circuit national de fleuret féminin Fleur'Isère) ou le handball (avec les Masters de Handball qui ont lieu chaque année en septembre et qui accueillent quatre équipes de première division).

## Description
Le bâtiment est un vaste hall surmonté d'une voûte tronquée avec une charpente de bois en lamellé-collé.
1963 - Patinoireles gradins contenaient 2 200 places assises et 700 places debout, les vestiaires et les annexes (locaux techniques, garage, ateliers, appartement...). La patinoire était de dimension olympique (60 × 30 m). Elle était constituée d'une dalle de béton armé qui enrobait le réseau des tubes producteur de froid. Celui-ci était produit par évaporation d'ammoniaque liquide à -10 °C environ, courant dans vingt-trois kilomètres de tubes.
2001 - Salle omnisportsdepuis 2001, elle est transformée en salle omnisports pouvant atteindre 2 042 places assises en gradins. Elle accueille parfois des matchs de l'équipe du Grenoble-Saint-Martin-d'Hères GUC Handball.

## Histoire

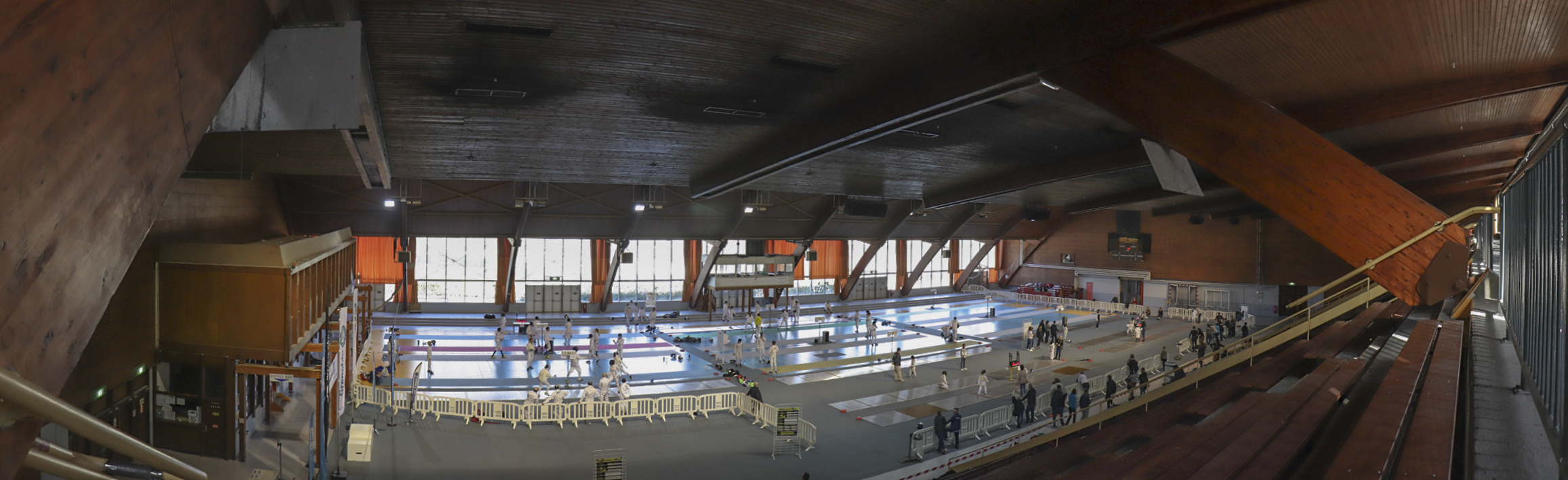
L'intérieur de la halle Clémenceau en 2020

La patinoire Clémenceau était la patinoire municipale de Grenoble entre 1963 et 2001. C'est la première patinoire de Grenoble, inaugurée le 23 septembre 1963 le long du boulevard Clémenceau, à l'intérieur du parc Paul-Mistral. Elle était, à l'époque, la seule patinoire couverte dans une grande ville française, si l'on excepte la « patinoire fédérale » de Boulogne-Billancourt.
Elle a accueilli l'équipe de hockey sur glace de la ville, les Brûleurs de loups.

### Pendant les Jeux olympiques d'hiver de 1968
Lors des Jeux olympiques d'hiver de 1968, la patinoire a servi de piste d'entraînement aux hockeyeurs et accueilli les rencontres de hockey série B. Les épreuves de hockey série A et de patinage artistique se déroulaient au stade de glace.

### Compétitions
La patinoire a également accueilli :
- les championnats d'Europe de patinage artistique 1964 ;
- les championnats du monde de patinage de vitesse sur piste courte 1977 ;
- les championnats de France de patinage artistique 1988 en décembre 1987 ;
- les championnats de France de patinage artistique 1993 en décembre 1992 ;
- la finale de la coupe de France de hockey sur glace 1993-1994 en avril 1994.

### Fermeture et reconversion
En 2001, la patinoire ferme ses portes à la suite de l'inauguration de la nouvelle patinoire de la capitale dauphinoise, la patinoire Pôle Sud. Les locaux libres sont alors convertis pour une activité de gymnase, dont la nouvelle dénomination devient halle Clémenceau.
Elle accueille parfois des matchs de l'équipe du Grenoble-Saint-Martin-d'Hères GUC Handball.